# Arnoštin Hamr
Arnoštin Hamr (deutsch Ernestinenhammer, auch Neuhammer) ist eine Wüstung auf dem Gebiet der Gemeinde Rozvadov (Roßhaupt) in Tschechien. Sie liegt dreieinhalb Kilometer nordwestlich von Rozvadov an der deutsch-tschechischen Grenze und gehört zum Okres Tachov.

## Geographie
Die von ausgedehnten Wäldern umgebene Einschicht Arnoštin Hamr befand sich an der Einmündung des Hamerský potok (Hammerbach) in den Rehlingbach / Hraniční potok im böhmischen Teil des Oberpfälzer Waldes (Český les). Im Norden erheben sich der Hamerský vrch (Hammerhang, 605 m n.m.) und der Javorný vrch (Ahornberg, 680 m n.m.), nordöstlich die Květná hora (Blümelberg, 662 m n.m.) und der Jezevčí vrch (Dachsberg, 630 m n.m.), im Südosten der Březový vrch (Hohbirkenberg, 625 m n.m.), südwestlich der Landerhübel (677 m ü. NHN) und der Landerbühl (730 m ü. NHN), im Westen der Schneeberg (746 m ü. NHN) und der Horní les (Oberwald, 600 m n.m.) sowie nordwestlich der Na spalenci (Schützenberg, 699 m n.m.). Arnoštin Hamr liegt am Rande des Naturparks Český les; gegen Norden erstreckt sich das Landschaftsschutzgebiet Český les. Durch die Wüstung führt die Příhraniční naučná stezka (Grenzlehrpfad).
Nachbarorte waren Liščí Díra (Fuchsloch) im Norden, Žebrácký Žďár (Petlarnbrand) und Žďárské Domky (Brandhäuser) im Nordosten, Nové Domky (Neuhäusl) im Osten, Rozvadov und Polesí (Zirk) im Südosten, Grafenau und Stöckl im Süden, Reichenau im Südwesten sowie Hraničky (Reichenthal) im Nordwesten.

## Geschichte
Das dicht an der bayrischen Grenze gelegene Hammerwerk wurde zu Beginn des 19. Jahrhunderts durch den Besitzer der Fideikommissherrschaft Groß Maierhöfen Franz Anton Kolowrat-Nowohradsky (1739–1802) unter dem Namen Neuhammer gegründet. Zum Betrieb des Eisenhammers wurde der Rehlingbach unterhalb von Reichenthal in einem neuen Teich – dem Neuteich – aufgestaut. Der Name Ernestinenhammer leitet sich von Franz Antons Witwe Marie Ernestine Gräfin Buquoy (1742–1816) her. Das Hammerwerk war Teil der herrschaftlichen Eisenfabrik und nach Reichenthal konskribiert.
Nach der Aufhebung der Patrimonialherrschaften bildete Ernestinenhammer / Arnoštin Hamr ab 1849 eine dem Ortsteil Reichenthal / Hraničky der Gemeinde Neuhäusl im Bezirk Tachau und Gerichtsbezirk Pfraumberg zugerechnete Einschicht. Neben dem Hammerwerk bestand die Ansiedlung aus sieben kleineren hölzernen Gebäuden. Infolge des in der zweiten Hälfte des 19. Jahrhunderts einsetzenden Niedergangs der herrschaftlichen Eisenfabrik wurde auch der Ernestinenhammer stillgelegt und zu einem Glasschleif- und Polierwerk umgebaut. 
Nach dem Zusammenbruch der k.k. Monarchie wurde die Ansiedlung 1918 Teil der neu gebildeten Tschechoslowakei. Beim Zensus von 1921 wurden für die Einöde Ernestinenhammer keine separaten Daten veröffentlicht. Nach dem Münchner Abkommen wurde die Ansiedlung im Herbst 1938 dem Deutschen Reich zugeschlagen und gehörte bis 1945 zum Landkreis Tachau. Nach dem Ende des Zweiten Weltkrieges wurde Arnoštin Hamr wieder Teil der Tschechoslowakei. Die Ansiedlung wurde 1952 zusammen mit Hraničky nach der Errichtung des Eisernen Vorhangs zerstört. 

## Sehenswürdigkeiten
- Gusseisernes Kreuz mit Umfriedung, es wurde nach 1990 wiederhergestellt